# Президентские выборы в Хорватии (2019—2020)
Президентские выборы прошли в Хорватии 22 декабря 2019 года. Так как ни один из кандидатов не набрал 50 % голосов в первом туре, второй тур был проведён 5 января 2020 года.

## Кандидаты
- Колинда Грабар-Китарович — президент Хорватии[2]
- Зоран Миланович — бывший премьер-министр Хорватии
- Мирослав Шкоро — певец[3]
- Мислав Колакушич - Евродепутат- самовыдвиженец, поддержан партией "Живая стена".

## Первый тур
В первом туре Зоран Миланович получил 562783 голосов (29,55 %), Колинда Грабар-Китарович — 507628 голосов (26,65 %), Мирослав Шкоро — 465704 голосов (24,45 %), Мислав Колакушич — 111916 голосов (5,88 %). Остальные кандидаты набрали менее 5 %.

## Второй тур
Во втором туре Зоран Миланович получил 1034389 голосов (52,67 %), Колинда Грабар-Китарович получила 929488 голосов (47,33 %).